# Balázs Tóth
Balázs Tóth, född 24 september 1981 i Ózd, Ungern, är en ungersk före detta fotbollsspelare som spelar i Videoton och sedan 2004 i Ungerns landslag.